# 9138 Murdoch
A 9138 Murdoch (ideiglenes jelöléssel 2280 T-2) a Naprendszer kisbolygóövében található aszteroida. Cornelis Johannes van Houten, Ingrid van Houten-Groeneveld és Tom Gehrels fedezte fel 1973. szeptember 29-én.